# Émetteur de Wurtzbourg
 (juin 2019).
L’émetteur de Wurtzbourg est un émetteur d'ondes radioélectriques de la Deutsche Funkturm, qui sert d'antenne-relais de téléphonie mobile et autrefois d'émetteur de télévision. Il se situe dans une forêt près du Bismarckturm à Wurtzbourg, au nord de la gare centrale de Wurtzbourg, sur une colline surplombant le centre-ville.
49° 48′ 31″ N, 9° 55′ 48″ E
Le système de transmission était nécessaire, car certains quartiers de Würzburg, notamment le centre-ville et Heidingsfeld, se trouvaient dans l'ombre de la radio de la Frankenwarte et ne pouvaient donc pas capter le signal de télévision de cet endroit. La diffusion des chaînes de télévision analogiques est interrompue avec le démarrage de la technologie DVB-T dans la région de Wurtzbourg le 29 mai 2006.

## TV analogique (PAL)
| Canal | Fréquence (MHz) | Programme                         | PAR (kW) | Diagramme général (ND)/ directionnel (D) | Polarisation horizontal (H)/ vertical (V) |
| ----- | --------------- | --------------------------------- | -------- | ---------------------------------------- | ----------------------------------------- |
| 21    | 471,25          | Sat.1 (Bavière)                   | 0,06     | D                                        | H                                         |
| 31    | 551,25          | ZDF                               | 0,12     | D                                        | H                                         |
| 43    | 647,25          | Bayerisches Fernsehen (Franconie) | 0,12     | D                                        | H                                         |
| 56    | 751,25          | Tele 5                            | 0,06     | D                                        | H                                         |
| 57    | 759,25          | RTL Television (Wurtzbourg)       | 0,06     | D                                        | H                                         |

## Source
- (de) Cet article est partiellement ou en totalité issu de l’article de Wikipédia en allemand intitulé « Sender Würzburg-Stadt » (voir la liste des auteurs).